# 둥스구

둥스구의 위치

둥스구(한국어: 동세구, 중국어: 東勢區, 병음: Dōngshì Qū)는 중화민국 타이중시의 시할구이다. 넓이는 117.4065km2이고, 인구는 2015년 8월 기준으로 51,336명이다.

## 지리
둥스구는 타이중시 중부의 약간 동쪽, 다자시(大甲渓)와 다안시(大安渓)의 사이에 위치하고 있다. 동쪽은 허핑구에, 서쪽은 스강구, 허우리구에, 남쪽은 신서구에, 북쪽은 다안시를 사이에 두고 줘란진와 접하고 있다. 총 면적은 117.4065km2로 타이중 시에서는 3번째로 큰 향진이다. 동서 폭은 약 4km, 남북 폭은 20km의 길다란 모양이고, 지형은 다자시의 하안단구 외에는, 둥스 구릉지대이다. 예전에는 군용의 목재를 벌채 해 공료(工寮)라고 불리는 가공장이 있던 것에서 장료(匠寮) 혹은 요각(寮脚)으로 불렸다.
지형은 동남쪽이 높고, 서남쪽이 낮다. 다자시의 흐름에 따라서 남북으로 경사진 지형을 형성하고 있다. 높이는 300~420m 사이이며, 평균 경사도는 1.10%이다. 지역내에는 스자오시(石角渓), 중커시(中嵙渓)가 시가지의 동쪽을 흐른 후, 북쪽으로 흐름을 바꿔 사롄시(沙連渓)를 거쳐 스청 부근에서 다자시로 유입하고 있다. 다자시와 펑스 로의 사이에는 낙차 10~20m의 골짜기가 존재하고 있어, 도시 발전의 장애물이 되고 있다.
둥스 지구는 구릉 지대가 대부분이고, 평지는 조금 다자시 동안에 존재하고 있을 뿐이다. 동남쪽에 위치하는 칭푸리와 허핑향의 경계가 해발 1,179m로 진내 최고점이고, 피터우리 서남쪽 다자시가 해발 243m으로 최저점이다.
중양산맥과 타이중 분지의 사이에 위치하는 둥스진은 온난 다우한 기후가 특징이며, 경제성이 높은 과일 재배에 적절하다. 이 때문에 배, 복숭아, 귤, 감, 포도 등의 과일이 특산품이다.

## 역사
둥스구의 옛 이름은 동세각(東勢角)이었고, 1920년에 도세이장(東勢庄), 1933년에 도세이가(東勢街)로 개칭되었다. 한족에 의해 개발이 되기 전에, 아타얄족과 파제족의 대마린사 등의 취락이 점재하는 황량한 지역이었다. 옹정 연간에 처음으로 광동으로부터 입식자가 들어왔고, 건륭 말에는 증가하는 이민을 추인 하는 형태로 이민이 관헌으로부터 정식으로 인정받게 되었다.
청초에 둥스 지구는 제라현 묘무보 대마린사의 일부를 구성했지만 옹정 말에는 창화현에 속해 동, 서 2보로 분할되었다. 건륭 연간 중기에 이르면서 묘무동상보의 관할로 여겨졌다. 1887년에 대만성이 설치되면, 타이중 지역은 대만부 부곽수현이 설치되었고 둥스 지구의 장료장에는 무간국이 설치되었다.
1895년, 일본인에 의한 통치가 시작되면서 1899년 7월, 타이중현의 밑으로 도세이카쿠 지서(東勢角支署)가 성립되었다. 1902년에 변무 지서를 폐지해 도세이카쿠 지청(東勢角支庁)으로 개편했다. 같은 해 2월에 도세이카쿠 지청사를 설치해 1920년 10월 1일의 장제 시행으로 도세이장(東勢庄)이 설치될 때까지 계속되었다.
전후에 주를 폐지하고 현을 설치하고 군을 구로 고치면서 둥스가(東勢街)는 둥스진으로 개칭되었다. 1950년 10월의 신현제 시행과 함께 구가 폐지되어 둥스진은 타이중현 둥스진으로 개편되었다.
2010년 12월 25일, 타이중현과 타이중시가 하나의 직할시로 통합되면서 타이중시 둥스구가 되었다.

## 같이 보기
- 타이중시